# Nate Kaeding
Nathaniel James Kaeding (Iowa City, 26 marzo 1982) è un ex giocatore di football americano e allenatore di football americano statunitense nella National Football League (NFL).

## Carriera universitaria
Ha giocato con gli Iowa Hawkeyes squadra rappresentativa dell'università dell'Iowa, vincendo il Lou Groza Award (2002).

## Carriera professionistica

### San Diego Chargers
Al draft NFL 2004 è stato selezionato come 65ª scelta dai San Diego Chargers. Ha debuttato nella NFL il 12 settembre 2004 contro gli Houston Texans indossando la maglia numero 10. Nel suo anno da rookie ai play-off ha mancato il potenziale field goal della vittoria nel 4º quarto.
Il 24 dicembre 2007 durante un kickoff contro i Denver Broncos si è fratturato un osso della gamba, ma ha continuato a giocare per tutta la partita e anche nelle ultime 5 partite che rimanevano della stagione regolare.
Negli anni successivi ha migliorato la sua percentuale fino ad ottenere nella stagione 2009 il record di 91,4% di field goal messi segnati.
Nella stagione 2010 ha mancato le sue prime 3 partite per un infortunio alla parte destra del bacino.
Durante la prima partita della stagione regolare del 2011 si infortuna alla prima azione rompendosi il legamento crociato anteriore del ginocchio, perdendo l'intera stagione.

## Palmarès
- Convocazioni al Pro Bowl

2006, 2009
- First-team All-Pro

2009
- Second-team All-Pro

2006
- PFWA All-Rookie Team - 2004